# 셜리 헨더슨
셜리 헨더슨(Shirley Henderson, 1965년 11월 24일 ~ )은 스코틀랜드의 배우이다. 뮤지컬 《Girl from the North Country》(2017-18)를 통해 2018년 로런스 올리비에상 뮤지컬 부문 여우주연상을 수상하였다.

## 출연 작품

### 영화
- 롭 로이 (1995)
- 트레인스포팅 (1996)
  - T2: 트레인스포팅 2 (2017)
- 뒤죽박죽 (1999)
- 원더랜드 (1999, Wonderland)
- 브리짓 존스의 일기 (2001)
  - 브리짓 존스의 일기: 열정과 애정 (2004)
  - 브리짓 존스의 베이비 (2016)
  - 브리짓 존스의 일기: 뉴 챕터 (2025) - 주드 역
- 해리 포터와 비밀의 방 (2002)
  - 해리 포터와 불의 잔 (2005)
- 24시간 파티하는 사람들 (2002)
- 인터미션 (2003)
- 마리 앙투아네트 (2006)
- 미스 페티그루의 어느 특별한 하루 (2008)
- 안나 카레니나 (2012)
- 필스 (2013)
- 테일 오브 테일즈 (2015)
- 옥자 (2017)
- 스탠 & 올리 (2019)
- 스타워즈: 라이즈 오브 스카이워커 (2019) - 바부 프릭 역 (목소리)
- 그리드 (2019, Greed)
- 엘리오 (2025) - 우우우 역 (목소리)

### 텔레비전
- 해피 밸리 (2016)

### 뮤지컬
- The Girl from the North Country (2017-18)